# Saint-Fortunat
| Saint-Fortunat               |                       |
| Coordenadas: 45°58'N 71°36'W |                       |
| Província                    | Quebec                |
| Região administrativa        | Chaudière-Appalaches  |
| Incorporado em               | 1 de janeiro de 1873  |
| Prefeito                     | Réjean Fortier        |
| Código postal                | G0P 1G0               |
|                              |                       |
| Área                         |                       |
| - Cidade                     | 72,52 km², 29,2 mi²   |
| Fuso horário                 | UTC -5                |
| População (2006)             |                       |
| - Cidade                     | 296                   |
| - Densidade                  | 4 hab/km², 10 hab/mi² |

Saint-Fortunat é uma municipalidade canadense do conselho municipal regional de Les Appalaches, Quebec, localizada na região administrativa de Chaudière-Appalaches. Em sua área de pouco mais de 72 km², habitam cerca de duzentas pessoas. É denominado em honra de Venâncio Fortunato, poeta e compositor de hinos católicos.